# Centro de Convenciones y Exposiciones de Perth
El Centro de Convenciones y Exposiciones de Perth (en inglés: Perth Convention and Exhibition Centre) es un centro de convenciones de propiedad privada con sede en Perth, Australia Occidental. El centro tiene una superficie de 16.000 metros cuadrados (172.223 pies cuadrados) y tiene capacidad para 5.000 personas. Contiene las instalaciones de arte,  seis pabellones de exposiciones, un teatro con gradas para recibir hasta 2500 personas, salones de baile y banquetes y 23 salas de reuniones. Richard Court, el entonces primer ministro de Australia Occidental, anunció en 2000 que el contrato para su construcción había sido firmado con Multiplex después de cinco meses de negociaciones. La construcción debía comenzar en junio de 2001 y el Centro debía estar terminado a finales de 2003.